# Bimota BB1 Supermono
La Bimota BB1 è una motocicletta costruita dalla casa motociclistica italiana Bimota dal 1994 al 1997.

## Descrizione
La BB1 Supermono è stata presentata al Salone del Motociclo di Colonia del 1994.
Il primo prototipo presentato utilizzava un faro rettangolare, mentre la versione di serie era dotata di due fanali circolari.
Il prototipo presentato al Salone di Colonia 1994 aveva una carenatura di color rosso, con serbatoio e scocca bianca e una striscia di color giallo. Sulla parte inferiore della carenatura erano presenti delle bandierine  italiana e tedesca.
Ad alimentare la moto c'è motore monocilindrico a quattro tempi da 652 cm³ costruito dalla austriaca Rotax, già utilizzato sulla Aprilia Pegaso 650 e Bmw f650. Qui eroga 48 cavalli a 6500 giri/min e una coppia di 5,9 mkg a 6000 giri/min, ed è abbinato ad un cambio a cinque marce. Ad alimentarlo ci sono due carburatori Mikuni da 33 mm, dotato di un sistema d'accensione con due candele.
Il telaio è un traliccio tubolare in alluminio. Anche il forcellone posteriore è realizzato in alluminio coadiuvato da un monoammortizzatore regolabile in precarico, mentre la forcella anteriore del tipo telescopica da 43 mm di diametro viene fornita dalla Paioli.
La frenata è affidata a un sistema fornito dalla Brembo, con un disco flottante da 320 mm all'anteriore e un disco fisso da 230 mm al posteriore, rispettivamente morso da pinze a quattro pistoncini e due pistoni. Come optional era disponibile un sistema con doppio disco all'anteriore.
I cerchi a tre razze sono forniti dalla Antera e sono in alluminio. I terminali di scarico sono integrati nella carena della sella.
I parafanghi e il rivestimento della plancia sono realizzati in fibra di carbonio.
Il serbatoio della benzina non è posizionato sopra il motore, ma sotto nel paramotore. Questa disposizione permette di abbassare il baricentro.

### Supermono Biposto
Al Salone di Colonia 1995 è stata presentata la BB1 Supermono Biposto. Questa versione è omologato per ospitare due persone e per fare ciò è la parte posteriore del telaio è stata modificata per poter sopportare il peso di un secondo passeggero.